# Manuel Felipe Tovar
Manuel Felipe de Tovar (Caracas, 1º gennaio 1803 – Parigi, 21 febbraio 1866) è stato un politico venezuelano.
È stato Presidente del Venezuela dal 29 settembre 1859 al 20 maggio 1861.

## Biografia
Nato a Caracas, fu il primo Presidente della Repubblica eletto con voto popolare.
Tovar, discendente di primo grado del vescovo Fray Mauro de Tovar, si distinse come cittadino esemplare, pieno di virtù repubblicane. Dell'idea che l'egemonia dei Monagas stesse danneggiando il Paese, prende parte attiva contro la rivoluzione di José Tadeo Monagas e dà pieno appoggio al leader Julián Castro. Nel 1858 prese parte a Valencia, alla Convenzione. In quello specifico congresso, Julián Castro fu eletto Presidente Provvisorio e Tovar, presidente del Consiglio di Stato. In piena guerra federale (1859/1860), si tengono le prime elezioni dove il popolo può andare a votare direttamente e in maniera segreta. Il risultato di tali elezioni (sotto la supervisione del Congresso) sarà:
Manuel Felipe Tovar, 35.010 voti; 
Pedro Gual, 4.389 voti; 
José Antonio Páez, 746 voti.
Manuel Felipe Tovar, divenne così il primo presidente venezuelano eletto per volontà sovrana.
Il presidente Tovar si trova però a dover gestire il paese in piena guerra civile, a tratti inspiegabile, con lotte intestine e fraticide, nonché intrighi fra le varie parti in gioco. A causa di tutto questo Manuel Felipe Tovar si dimette dalla sua carica al Congrsso, pronunciando queste parole:
""...in mezzo alla lotta contro i ribelli, mi sono stati creati ostacoli di ogni genere, anche da parte di uomini che, come me, avevano giurato di sostenerla (la Costituzione ), finché non scoppiò una rivoluzione."
Dopodiché, nel 1861 partì e si recò a Parigi con la sua famiglia dove morì il 21 febbraio 1866.